# 7295 Brozovic
7295 Brozovic è un asteroide della fascia principale. Scoperto nel 1992, presenta un'orbita caratterizzata da un semiasse maggiore pari a 2,2510254 UA e da un'eccentricità di 0,1592818, inclinata di 4,68800° rispetto all'eclittica.
L'asteroide è dedicato alla statunitense Marina Brozovic, scienziata del Jet Propulsion Laboratory impegnata nello studio degli oggetti NEO con l'ausilio dei radiotelescopi di Arecibo e Goldstone.